# Star Trek: Armada
Star Trek: Armada é um jogo eletrônico de estratégia em tempo real para Microsoft Windows desenvolvido e publicado em 2000 pela Activision. A aparência do jogo é baseada principalmente em Star Trek: The Next Generation e apresenta alguns de seus personagens e naves principais. As facções jogáveis incluem a United Federation of Planets, o Klingon Empire, o Romulan Star Empire e os Borg. O jogo recebeu críticas mistas a positivas e foi notado por ser um dos melhores jogos de Star Trek a serem feitos. Uma sequência, Star Trek: Armada II, foi lançada em 16 de novembro de 2001.
Em uma promoção cruzada com o Star Trek Customizable Card Game, uma tiragem inicial de caixas Armada continha uma carta jogável exclusiva, a USS Jupiter.
Em 13 de dezembro de 2021, Armada e sua sequência foram relançados no GoG.com, que já havia lançado vários outros títulos mais antigos de Star Trek no início daquele ano.

## Jogabilidade
Armada é um jogo de estratégia em tempo real no qual os jogadores selecionam uma facção do universo Star Trek e constroem frotas de naves estelares e bases de estações espaciais para conduzir a batalha. Quatro facções jogáveis são apresentadas no jogo: a Federação, os Klingons, os Romulanos e os Borg. Um punhado de naves de outras raças de Star Trek aparecem em missões de campanha, incluindo Ferengi, Cardassianos, Dominion e Breen. Cada facção possui seis classes diferentes de naves estelares, variando de batedores a naves capitais, que também possuem uma habilidade tática única. Além de armas e escudos, os jogadores podem capturar as naves e estações uns dos outros. Dois recursos primários são usados no jogo: tripulação e dilítio. A tripulação é gerada automaticamente ao longo do tempo por meio de bases estelares. O dilítio é extraído de luas por coletores de recursos.
O jogo apresenta uma campanha contínua de 20 missões divididas em cinco partes: uma para cada uma das raças jogáveis e uma quinta parte na qual o jogador luta contra os Borg enquanto controla uma aliança das outras três raças. O modo multijogador do jogo permite batalhas de escaramuça com o computador ou outros jogadores. Os jogos individuais são jogados em uma escala representativa que é aproximadamente equivalente a um sistema planetário. O jogador pode encontrar uma variedade de corpos celestes, como planetoides, asteroides e nebulosas, cada um tendo um efeito na jogabilidade.

## Enredo
O enredo faz referência a várias mídias no universo de Star Trek, incorporando elementos do enredo dos programas de televisão Star Trek: Deep Space Nine e Star Trek: The Next Generation, bem como do filme recentemente lançado Star Trek: Insurrection.
Após a Guerra do Domínio, a Federação se volta para a reconstrução. No entanto, uma nave do tempo da Federação, a USS Premonition, aparece de repente do futuro, sob ataque dos Borg. O capitão Jean-Luc Picard, comandando a USS Enterprise-E, vem em seu auxílio. O capitão da Premonition, Thaddeus Demming, avisa Picard sobre uma iminente invasão Borg. Picard então repele um ataque Borg inicial em um posto avançado da Federação.
Em outro lugar, o comandante Worf auxilia na defesa do planeta natal Ba'ku dos Son'a, após o que ele é informado da descoberta da Enterprise. Enquanto viaja por um setor perigoso do espaço em seu caminho de volta para Qo'nos, ele é emboscado por seu antigo inimigo, Toral, que planeja usar uma Espada de Kahless falsa para assumir o Império Klingon. Toral embosca o Chanceler Martok após outra incursão Borg, e outra guerra civil Klingon se inicia. Após uma batalha climática sobre o planeta natal Klingon, Toral é derrotado. Ele recua para a Zona Neutra, revelando que estava recebendo assistência do Império Estelar Romulano. Hostilidades acontecem entre os Klingons e os Romulanos.
Os Romulanos, enquanto isso, encontram uma Partícula Ômega estável, uma fonte de poder quase ilimitado. A partícula, descoberta primeiro por uma guilda de mineração Ferengi, está prestes a ser vendida aos Cardassianos; o Tal Shiar envia o Almirante Sela para protegê-la antes que isso aconteça. Sela captura a Partícula Ômega e, apesar de alguma interferência Borg, a entrega a uma base Romulana fortificada. Ela então se alia aos Borg prometendo a partícula depois que eles destroem as forças restantes de Toral, mas ela os trai e os ataca depois que Toral é derrotado.
Os Borg, querendo proteger a partícula a todo custo, assimilam uma instalação de clonagem do Dominion e a usam para clonar Locutus, o antigo título de Jean-Luc Picard quando ele foi assimilado. Com Locutus liderando sua armada, os Borg tomam a Partícula Ômega dos Romulanos e assimilam o Embaixador Spock, que está tentando mediar entre os Klingons e os Romulanos. Sem ele, os dois impérios entram em guerra, e os Borg conseguem entrar no Sistema Solar. Locutus e sua armada derrotam a frota da Federação, matam Worf e Demming e assimilam a Terra. No entanto, Picard e a Enterprise conseguem escapar através de um vórtice temporal criado pela Premonição.
Voltando no tempo, a Enterprise impede a assimilação de Spock. Picard e Spock conseguem forjar uma aliança entre os romulanos e os klingons, e juntos os três governos repelem a invasão da Terra. As forças unificadas klingon, romulana e da Federação expulsam os borgs do quadrante alfa e capturam um portal transwarp que levam para a Unimatrix One, no coração do coletivo borg. Lá, eles descobrem que a partícula ômega está abastecendo a máquina de guerra borg. A força combinada destrói a partícula ômega, mas Locutus viaja de volta no tempo antes que ele possa ser derrotado.
De volta no tempo, Locutus, em uma esfera borg, tenta matar Picard a bordo da USS Enterprise-D logo após a missão Farpoint. No entanto, Locutus é frustrado pela USS Premonition que, não afetada pelas mudanças na linha do tempo, persegue Locutus de volta no tempo e destrói sua nave. Quando um Premonition cansado da batalha retorna ao "presente" e testemunha que tudo voltou ao normal, Demming envia a nave e a tripulação para casa, para um futuro mais brilhante. O jogo termina com uma entrada de registro final de Picard, notando a partida do Premonition, bem como a potencial desintegração da aliança Klingon-Romulana, embora Picard observe que "se a paz durará ou não, só o tempo dirá".

## Desenvolvimento

### Elenco
Vários dubladores da série contribuíram para seus personagens no jogo. Patrick Stewart reprisou os papéis de Jean-Luc Picard e Locutus, Michael Dorn dublou Worf, Denise Crosby reprisou Sela e J. G. Hertzler dublou o Chanceler Martok. Vários outros dubladores que não tinham sido afiliados anteriormente a Star Trek também dublaram personagens no jogo, entre eles estava Richard Penn.

## Recepção
O jogo recebeu avaliações "médias" de acordo com o site de agregação de avaliações GameRankings.
Greg Kasavin da GameSpot elogiou o jogo pelos gráficos, que replicavam com precisão as naves de The Next Generation. Ele também notou as pequenas reviravoltas na mecânica de recursos e unidades, mas concluiu que o jogo era mais ou menos um RTS padrão. Mark Asher da IGN criticou uma abordagem estereotipada que não conseguiu distinguir o jogo de outros títulos RTS. Ele também considerou o jogo single-player chato. Tanto a GameSpot quanto a IGN notaram vários bugs causando problemas de vídeo e som, bem como alt-tab causando travamento do jogo. Greg Orlando da NextGen disse: "A principal diretriz obriga você a comprar este jogo, mesmo que você pense que aquele esquisito careca Jean-Luc Picard foi o melhor capitão da Enterprise de todos os tempos."
Nick Woods do AllGame deu quatro estrelas de cinco, dizendo: "Em resumo, Star Trek: Armada é um jogo que mantém seu pulso em movimento e sua mente trabalhando também." John Brandon da GameZone deu oito de dez, chamando-o de "um excelente jogo RTS para jogar. Gráficos 3D ajudam você a mergulhar no universo de Star Trek, e missões com script dão a tudo uma sensação de arcade. Nunca muito inovador, o jogo ainda é classificado como uma das melhores ofertas no gênero RTS."
Em 2016, o Tom's Guide classificou o jogo como um dos dez melhores jogos de Star Trek. Quatro anos depois, o Screen Rant classificou-o como o 9º melhor jogo de Star Trek e elogiou Patrick Stewart dando voz ao Capitão Picard no jogo.

## Ligações Externas
- Star Trek: Armada no MobyGames